# 2-й польский армейский корпус

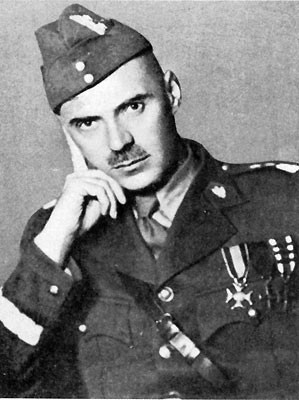
Генерал Владислав Андерс, командующий II польским корпусом в Италии.

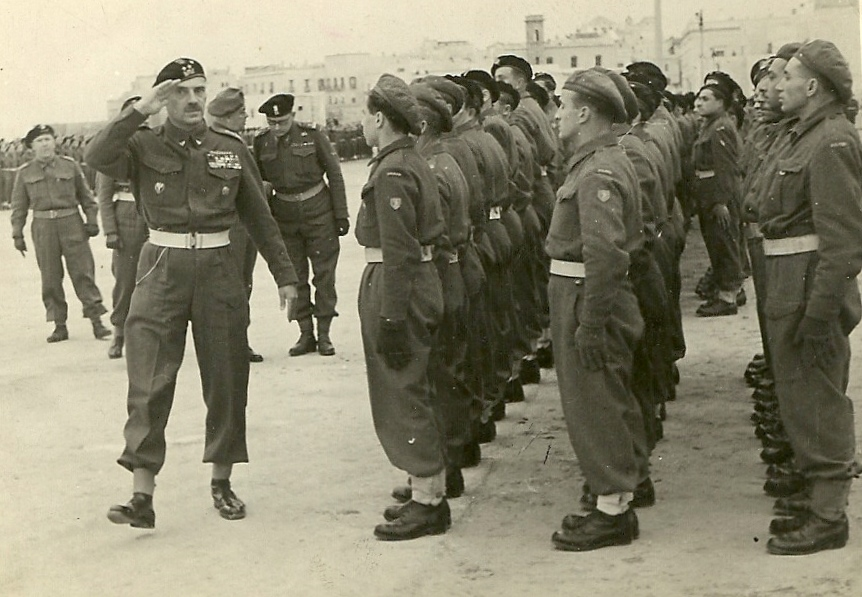
В. Андерс инспектирует части 2-го польского корпуса (Италия, 1945 год).

2-й польский корпус (пол. Drugi Korpus Wojska Polskiego), 1943—1947 — главная тактическая и оперативная единица (армейский корпус) Польских вооружённых сил на Западе (Polskie Siły Zbrojne na Zachodzie) во Второй мировой войне.
Его руководителем был генерал-лейтенант Владислав Андерс, капелланом был Влодзимеж Ценский. К концу 1945 года его максимальная численность оценивается в 100 000 солдат. 
В 1947 году корпус был расформирован.
Лишь небольшое количество солдат эмигрировало в бывшие британские колонии, такие как Канада, Австралия и Южная Африка. Остальные эмигрировали в Аргентину, Бразилию и страны Латинской Америки. Эмиграция в страны Западной Европы, такие как Франция, Австрия, Германия и Швеция, была небольшой, но постоянной. Однако большая часть солдат осталась в Британии, в частности в Англии, и они обосновались там в 1946–1948 годах. Всего это было около 100 тысяч поляков, а считая с семьями - около 120 тысяч, в основном в Лондоне и его окрестностях. Когда в британском парламенте возмутились, что поляки женятся на британках в частности на англичанках и их много, Черчилль успокоил их, сказав: «Пусть это новое благо распространится по всей Британии,» - тем самым выразив признательность полякам за заслуги.

## Формирование и подготовка корпуса
Корпус был сформирован 21 июля 1943 года из командования и частей Польских вооружённых сил на востоке по приказу и указанию главнокомандующего генерал-лейтенанта Владислава Сикорского от 16 и 29 июня 1943 года в северном Ираке, в районе Киркука и Алтун-Капона. Командование полевой армией было переименовано в командование 2-го польского корпуса. В августе и сентябре 1943 года корпус был перегруппирован на юге Палестины и дислоцирован в следующих местах и районах:
- Юлис — командование 2-го корпуса (затем переведено в лагерь «Кило» возле Газы),
- Юлисский район — 3-я Карпатская стрелковая дивизия,
- Район Мугази-Нусейрат — 5-я Кресовская пехотная дивизия и 2-я Варшавская бронетанковая бригада,
- Район Исдуд — 2-я артиллерийская группа (ПСЗ),
- м. Бейт-Джирджа — сапёры,
- Газа и регион к северу от неё — вспомогательные подразделения.

Командующий корпусом генерал Владислав Андерс сохранил за собой должность командующего Польскими вооружёнными силами на востоке. 25 ноября 1943 года генерал Казимеж Соснковский издал «Руководящие принципы организации польской армии на востоке». Согласно этим указаниям, Польские вооружённые силы на востоке были разделены на три эшелона. Первый эшелон — 2-й Польский корпус вместе с Базой Польских вооружённых сил на востоке. Второй эшелон составили штаб армии и части, не входившие во 2-й корпус. Третий эшелон составили армейские части, оставшиеся в Палестине, Сирии и Иране.
В ноябре 1943 г. началась перегруппировка корпуса в Египет. Весь корпус был размещён в лагере Кассасин, расположенном в 30 км к западу от Исмаилии. В Кассасине корпус получил новое оружие и снаряжение для ведения боевых действий на постоянной основе. 12 декабря 1943 года первые подразделения были переброшены из Кассасина в порт Тауфиг и погружены на судно «Индрапора». На следующий день на корабль погрузили тяжёлую технику. 14 декабря 1943 года корабль вошёл в Суэцкий канал и вечером достиг Порт-Саида, где стоял весь следующий день. Вечером 16 декабря 1943 года корабль вышел из Порт-Саида и 21 декабря 1943 года прибыл в порт Таранто на юге Италии.

## Боевой путь
В Италии корпус действовал в составе 8-й британской армии. С января по май 1944 года силы союзников трижды безуспешно пытались прорвать в районе Монте-Кассино немецкую оборонительную «линию Густава», прикрывавшую Рим с юга. С 11 по 29 мая 2-й польский корпус участвовал в четвёртом, решающем сражении. Его задачей было захватить горные укрепления между Кассино и Пассо Корно. Генерал Андерс издал «Приказ перед боем» всем солдатам корпуса:
«Солдаты! Дорогие братья и дети! Настал момент битвы. Мы долго ждали этой минуты мести нашему вечному врагу. Рядом с нами британские, американские, канадские и новозеландские подразделения будут сражаться с французскими, итальянскими и индуистскими дивизиями. Возложенная на нас задача прославит имя польского солдата на весь мир. В эти минуты с нами будут мысли и сердца всего народа, нас поддержат души наших павших соратников. Пусть LEW живёт в ваших сердцах! Солдаты! - за бандитское нападение немцев на ПОЛЬШУ, за раздел ПОЛЬШИ вместе с большевиками, за тысячи разрушенных городов и деревень, за убийства и пытки сотен тысяч наших сестёр и братьев, за миллионы поляков, как рабов, депортированных в Германию, за несчастья и несчастья страны, за наши страдания и странствия. С верой в праведность Божественного Промысла мы идём вперёд со святым лозунгом в наших сердцах: "БОГ! ЧЕСТЬ и ОТЕЧЕСТВО!" Сегодня для нас час кровавого возмездия. Мы давно этого часа ждали, его ждёт наша измученная СТРАНА и разбросанные по миру поляки. Что ж, бойцы в бой! - К оружию! - И к голове или сердцу PAL!
Командир 2-го корпуса В. Андерс, генерал».
Командир корпуса решил нанести главный удар не из Кассино по дороге на Пьедимонте и Рим, как раньше, а из долины Рапидо на юго-запад. 13-й британский корпус произвёл вспомогательный удар по оси дороги №6.
В ночь с 11 на 12 мая началась артподготовка атаки. Её проводили десять артиллерийских полков с 224 орудиями, в том числе с 32 тяжёлыми орудиями и 156 миномётами, кроме того, 20 зенитных, противотанковых и танковых орудий. Артиллерия союзников поддерживала атаку четырьмя артиллерийскими полками и авиацией. После окончания артподготовки пехота пошла в атаку. 3-я Карпатская стрелковая дивизия с 12-м Подольским уланским полком продвигалась к высоте 593 и вдоль ущелья на Масса-Альбанета, а 5-я Кресовская пехотная дивизия - через Видмо на Сан-Анджело. Батальоны 5-го Кресовского полка захватили Спектре и сражались за Сан-Анджело. Однако они понесли большие потери. В результате упорных контратак и огневых ударов немцев по холмам, потери в отдельных подразделениях достигли 40-70% личного состава. 12-13 мая поляки отступили на исходные позиции.
13-16 мая проводились бои местного значения и разведка. 1-й эскадрон 1-го полка Креховецких уланов предпринял атаку через ущелье Гордзель на южных склонах Видмы, что позволило сапёрам произвести разминирование. Затем, держа ущелье под огнём, уланы лишили врага возможности снова заминировать его.
17 мая после реорганизации и пополнения войск наступление возобновилось. 5-й Кресовской пехотной дивизии было поручено захватить хребет Сан-Анджело и высоту 574, а 3-й Карпатской стрелковой дивизии - захватить высоты 593, 569 и 476, а затем захватить ферму "Альбанета".
В 5-й дивизии ударной группой командовал заместитель командира дивизии полковник Клеменс Рудницкий. Он взял Спектре, затем маленький Сан-Анджело и вступил в бой за большой Сан-Анджело. Тогда были введены резервы. В бой вступили 13-й стрелковый батальон и группа майора Смроковского.
В 3-й дивизии атакой командовал командир 2-й бригады полковник Роман Шиманский. Были атакованы высота 593 и ферма "Альбанета". Эскадрон 4-го бронетанкового полка действовал в Гроате, на уровне холма Видмо. Бои продолжались и ночью. Около 10:00 монастырь захватили патрули 12-го Подольского уланского полка, а затем 5-го Карпатского стрелкового батальона. После недельных ожесточённых боёв «линия Густава» была, наконец, прорвана на участке от монастыря Монте-Кассино до побережья. Превращённые в крепость развалины монастыря были оставлены германскими частями, и польский отряд водрузил над ними национальное бело-красное знамя, а позже и британский флаг. 24 мая группа «Боб» (название группы происходит от имени её командира, полковника Владислава Бабинского) захватила Пьедимонте, а 25 мая 15-й уланский полк захватил Монте-Каир. 
В битве при Монте-Кассино и Пьедимонте 860 солдат (в том числе 72 офицера) были убиты, 2822 были ранены (включая 204 офицера) и 97 пропали без вести (включая 5 офицеров). Раненые были помещены в военный госпиталь в Казамассиме, которым руководил полковник Тадеуш Соколовский. Погибшие воины покоятся на польском кладбище у подножия монастырского холма. Таким образом, был открыт путь на Рим, взятый 4 июня. После этого польский корпус в течение года почти непрерывно сражался в Италии, в июле 1944 г. вновь отличился в сражении за Анкону, в августе-сентябре прорывал "Готскую линию" и закончил свой боевой путь в апреле 1945 года участием во взятии Болоньи. Всего в ходе войны потери корпуса составили 3 тыс. убитых и 14 тыс. раненых.
По окончании боёв за Болонью корпус перешёл в резерв 8-й британской армии. Первоначально он располагался между Болоньей, Римини и Имолой. Штаб командования 2-го Польского корпуса располагался севернее Имолы. Там он застала конец боевым действиям в Италии. На рубеже мая и июня корпус начал перебазирование на юг Апеннинского полуострова южнее Анконы.
Часть отрядов разместили в полевых палатках. Командование корпуса базировалось в Порто-Сан-Джорджио. Лишь осенью 1945 года большинство солдат заселили в кирпичных зданиях. Общественные здания использовались под казармы. Также широко использовались итальянские и бывшие немецкие казармы. Офицеры обычно снимали частные квартиры. 23—24 октября 1946 г. штаб был переведён в Анкону, где оставался до конца пребывания Корпуса в Италии.

## Состав корпуса
На 1 октября 1943 года — 52 688 человек, в том числе 3099 офицеров, 49 030 унтер-офицеров и рядовых, 559 добровольцев.
- Май 1944 — 48 тыс.
- Май 1945 г. — 56 тыс.

На 1 октября 1944 года (вместе с основой 2-го Польского корпуса):
- 57 капелланов и 55 500 верующих католической веры, в том числе 2100 греко-католической веры,
- 3 капеллана и 2342 верующих православной веры,
- 2 капеллана и 838 верующих иудейской веры,
- 325 верующих евангелистов.

На 29 сентября 1945 года — 104 996 военнослужащих.
В 1945 году численность корпуса выросла, в том числе, за счёт поляков, ранее служивших в вермахте (в послании британскому парламенту было отмечено, что среди военнослужащих вермахта, которых британские войска взяли в плен в северо-западной Европе, 68 693 являлись гражданами Польши, из них 53 630 были зачислены в ряды польских подразделений британской армии). После войны 2-й корпус остался в Италии в составе оккупационных войск. В 1946 году его перевезли в Великобританию. Большинство солдат остались в изгнании и присоединились к Польскому корпусу расселения и развёртывания.
2-й Польский корпус поддерживал — по радио и через курьеров — связь со штабом антисоветского и антикоммунистического вооружённого подполья Польши.

## Репатриация
В период с 3 по 25 декабря 1945 года в Польшу в 13 железнодорожных составах из Италии прибыло 12 305 солдат 2 корпуса Войска Польского и воинских частей на Ближнем Востоке. В это число вошли только 32 офицера, 1612 унтер-офицеров и 10 661 рядовой. Из указанной группы 1226 унтер-офицеров и 8601 рядовой прошли обязательную службу в немецкой армии. Около 8% — это солдаты, пониженные в звании или брошенные в тюрьму по политическим мотивам. Около 2 % военнослужащих — граждане Польши белорусской, украинской и русской национальности. Вернувшиеся солдаты привезли с собой, среди прочего, 11 867 английских винтовок и 603 150 ружейных патронов.
В дальнейшем организованные транспорты солдат 2-го Польского корпуса прибывали в страну с Британских островов. К декабрю 1947 года прибыли 16 371 унтер-офицер и 41 912 рядовых Польских вооружённых сил. Казимеж Фрончак не сообщает, сколько из них служило во 2-м корпусе. Приведённые выше данные не включают солдат, которые вернулись в страну индивидуально или с гражданским транспортом для репатриации. Организованная акция возвращения солдат Польских вооружённых сил продолжалась до середины 1951 г.
В 1947—1948 годах 723 солдата Польских вооружённых сил на Западе, проживавшие до войны в воеводствах Вильнюс, Белосток, Новогрудок и Полесье были отправлены в лагерь №312 для освобождённых военнопленных и интернированных граждан в Гродно (приведённые выше данные не включают солдат, вернувшихся в 1946 году и прошедших через лагерь в Вильнюсе, а также солдат, вернувшихся индивидуально после 1948 г.). В ночь с 31 марта на 1 апреля 1951 г. чекисты БССР начали массовые аресты и депортации военнослужащих Польских вооружённых сил на Западе с семьями в Иркутскую область. При депортации производилась конфискация имущества и изъятие боевых наград. Всего было отправлено 888 солдат и 3632 члена семей из БССР и 49 солдат из ЛитССР. В 1956 году депортированным было разрешено вернуться из ссылки. В 1958 г. в Иркутской области оставалось 1152 военнослужащих и членов их семей. Большинство депортированных в 1961 году вернулись в Польшу.